# Bataille de Ravenne (476)
Pour les articles homonymes, voir Bataille de Ravenne (homonymie).
Guerres romano-germaniques
La bataille de Ravenne, qui était alors la capitale de l’Empire romain d’Occident, s’est déroulée au début du mois de septembre 476.
Les principaux belligérants étaient le peuple germanique nommé Hérules commandés par leur roi Odoacre et les restes de l’armée romaine d’Occident en Italie romaine.
Cet affrontement représente un événement culminant dans la chute en cours de l’Empire romain d’Occident.

## Contexte

### Déclin de l'Empire romain d'Occident
L’Empire romain était en déclin depuis le début des invasions barbares de l’Empire romain, mais ce déclin fut accéléré lorsque le cœur symbolique et plus grande ville de l’Empire d’Occident, Rome, fut pillé en 410 par les Wisigoths et en 455 par les Vandales. À partir de l’arrivée au pouvoir du régent Stilicon jusqu’en 476, les empereurs romains n’étaient guère plus que des marionnettes, n’ayant de facto que très peu de contrôle sur les territoires en dehors de l’Italie. Le dernier empereur romain, Romulus Augustule, n’était pas reconnu comme dirigeant légitime en dehors de l’Italie ; l’Empire romain d’Orient avait reconnu Julius Nepos comme le véritable empereur romain d’Occident.

### Les Hérules
Les Hérules faisaient partie des peuples fédérés (foederati) de l’Empire romain d’Occident. Ils étaient des troupes mercenaires de l’armée romaine d’Italie. Ils enviaient la fortune de leurs frères des Gaules, d’Espagne et d’Afrique, dont les victoires militaires et leurs faits d’armes avaient acquis un territoire indépendant et perpétuel qu’ils peuvent léguer à leurs descendances.
Donc, ils insistèrent pour qu’un tiers des terres d’Italie fût immédiatement partagé entre eux. Oreste, le père de l’empereur Romulus Auguste, rejeta leur demande, provoquant leur révolte. De tous les camps et garnisons d’Italie, les confédérés affluèrent sous l’étendard d’Odoacre, leur chef ; Oreste se retira plus tard à Pavie. Pavie fut ensuite pillée et Oreste fut exécuté.

## Déroulement
La bataille décisive a très probablement eu lieu le 2 septembre 476 près de Ravenne, la capitale de l’Empire romain d’Occident.
Les foederati ont vaincu la garnison romaine qui était largement épuisée. La ville, défendue par Paulus (le frère d’Oreste), fut prise rapidement et facilement. Deux jours plus tard, l’empereur Romulus Augustule, âgé de seize ans, fut contraint à l’abdication par Odoacre. Romulus dut fuir et battre en retraite en Campanie.

## Voir également
- Bataille de Ravenne (en) (475)

- Pollentia (402)
- Vérone (403)
- Fiesole (405/406)
- Passage du Rhin (406)
- Mayence (406)
- Rome (410)
- Carthage (439)
- Champs Catalauniques (451)
- Rome (455)
- Sinuessa (458)
- Carthagène (460)
- Orléans (463)
- Cap Bon (468)